# Stelzerův motor

Stelzerův motor

Stelzerův motor je dvoudobý motor s protilehlými písty navržený Frankem Stelzerem. Bývá také nazýván „motor bez mechaniky“.

## Princip
Motor se skládá ze dvou válců a stupňovitého dvoupístu, uprostřed osazeného plnicím pístem. Při zážehu v pravém válci vznikne pohyb doprava, při kterém levý píst stlačuje směs a na levé straně plnicího pístu se nasává do komory palivová směs. Pravá strana plnicího pístu přemístí směs do spalovací komory pravého pracovního pístu, zároveň vytlačí spaliny.

## Výhody
- 400% životnost ve srovnání s běžným benzínovým motorem
- motor obsahuje velmi málo mechanických dílů
- 60–70% spotřeba v porovnání s běžným benzínovým motorem
- levná na výroba

## Použití
Bylo zamýšleno použití motoru jako lineárního generátoru na výrobu elektrického proudu pro napájení elektromotorů v elektromobilech.